# بوابیه
بوابیه (به عربی: بوابیة) یک روستا در سوریه است که در استان حلب واقع شده‌است. بوابیه ۲٬۷۹۰ نفر جمعیت دارد و ۳۶۷ متر بالاتر از سطح دریا واقع شده‌است.